# پیرو کولی
پیرو کولی (انگلیسی: Piero Colli; ۱ ژانویهٔ ۱۹۱۴ – ۱۹ مارس ۲۰۱۰ (۹۶ سال)) بازیکن فوتبال اهل ایتالیا بود.
از باشگاه‌هایی که در آن بازی کرده‌است می‌توان به باشگاه فوتبال اینتر میلان و باشگاه فوتبال باری اشاره کرد.